# 大正館 (京城府)
大正館（たいしょうかん、朝鮮語: 대정관、テジョンクァン）は、かつて存在した日本統治時代の朝鮮の映画館である。1912年（大正元年）11月7日、日本が統治する朝鮮の京城府櫻井町1丁目（現在の大韓民国ソウル特別市中区仁峴洞1街）に開館する。1914年（大正3年）には、同館の経営者が世界館（かつての京城高等演藝館）を買収して第二大正館と改称したため、同館は一時的に第一大正館（だいいちたいしょうかん）に改称している。1933年（昭和8年）ころには閉館した。

## 沿革
- 1912年11月7日 - 大正館として開館[1][2]
- 1914年 - 第一大正館と改称[1]
- 1915年 - 大正館と改称[1]
- 1933年ころ - 閉館[9]

## データ
- 所在地 : 朝鮮京城府櫻井町1丁目26番地
  - 現在の大韓民国ソウル特別市中区仁峴洞1街26番地

北緯37度33分56.42秒 東経126度59分41.25秒 / 北緯37.5656722度 東経126.9947917度
- 経営 : 
  1. 新田商会 （代表・新田耕市、支配人・福崎濱之助、1912年[1] - 1925年[3]）
  2. 福崎濱之助 （1929年[5] - 1930年[6]）
- 構造 : 鉄筋コンクリート三階建・洋館[3]
- 観客定員数 : 780名（1925年[3] - 1927年[4]） ⇒ 1,040名（1929年[5]・1930年[6]）

## 概要

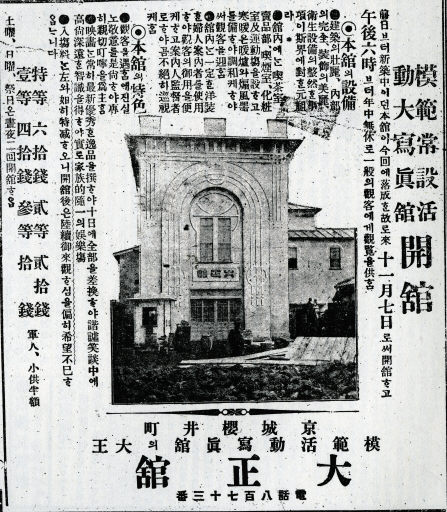
同館の開館広告、1912年11月7日。

1912年（大正元年）11月7日、日本が統治する朝鮮の京城府櫻井町1丁目26番地（現在の大韓民国ソウル特別市中区仁峴洞1街26番地）に大正館として開館した。同地は、当時の日本人街のメインストリートである黄金町通（現在の乙支路）から南に入った裏通りに面していた。150坪（約495.9平方メートル）の面積に建つ鉄筋コンクリート三階建の洋館であり、当時の金額で2万円（1912年）の建築費で建てられた。開館当時の所有者・経営者は新田兄弟と呼ばれる新田耕市（1882年 - 没年不詳）ら兄弟による新田商会で、同年9月10日に設立された日活と契約を結んで朝鮮における代理店となり、日活の配給作品を同館で公開したり、朝鮮の他の映画館に配給する業務を行った。
新田商会は、同館が開館した2年後の1914年（大正3年）には、世界館（かつての京城高等演藝館、黄金町2丁目）を買収して第二大正館と改称したため、同館を第一大正館と改称したが、翌1915年（大正4年）には第二大正館を閉館したため、同館は大正館に戻った。同社は、同年3月には有樂館（のちの喜樂館）を本町1丁目（忠武路1街）に新築・開館し、同館を含めて2館の日本人向け映画館を経営した。1917年（大正6年）には、当時、同府内に黄金館（のちの國都劇場、黄金町4丁目）を経営していた早川孤舟（早川増太郎）が、小林商会の小林喜三郎と組んで有樂館を買収、洋画専門館へとリニューアルしたため、新田商会が同府内に経営する映画館が同館のみとなった。
1923年（大正12年）には、2年前に朝鮮に進出した帝国キネマ演芸が、当初契約していた中央館（永楽町1丁目）が松竹キネマと契約したため、同館と契約することになった。しかしながら同館は、翌1924年（大正13年）までのわずかの期間に国際活映（国活）、次いで松竹キネマへと興行系統を転換して行った。1925年（大正14年）に発行された『日本映画年鑑 大正十三・四年』によれば、同館の興行系統は松竹キネマであり、経営は新田耕市（新田商会）、支配人は福崎濱之助、観客定員数は780名、従業員数は21名、うち映画説明者（活動写真弁士）が6名、楽士が8名であった。同資料によれば、当時の同館のヒット作は、前年11月21日に東京・浅草公園六区の電気館で公開された『嘆きの孔雀』（監督池田義信）であるとしている。当時の同館の8名の楽士のうち、桑津義人（ピアノ）、水野茂人（ヴァイオリン）、村谷美翠（コルネットおよびヴァイオリン）、姜乙成（クラリネット）、崔千萬（トロンボーン）の5名の名が記録に残っている。
1927年（昭和2年）に発行された『日本映画事業総覧 昭和二年版』では、観客定員数は変わらず、興行系統が松竹キネマ・ユニバーサル映画、経営は「新田精一」とされており、支配人は引き続き福崎濱之助、このときの同館のヒット作として、1925年6月20日に浅草・電気館で公開された『恋の選手』（監督牛原虚彦、松竹蒲田撮影所）、1926年2月20日に浅草松竹館（のちの浅草松竹演芸場）で公開された阪東妻三郎の主演作『尊王』（監督志波西果、製作阪東妻三郎プロダクション）、同じく1926年3月28日に公開された『大楠公』（監督野村芳亭、製作松竹下加茂撮影所）の3作を挙げている。
1929年（昭和4年）に発行された『日本映画事業総覧 昭和三・四年版』では、同館の経営が従来支配人を務めていた福崎濱之助の個人経営に代っており、支配人も中水友之助に代っている。興行系統は松竹キネマ、観客定員数は1,040名に増加している。『日本映画事業総覧 昭和五年版』も同様である。
1931年（昭和6年）に閉館したとする資料が存在するが、当時同館が発行していた『大正館週報』が残っており、1933年（昭和8年）4月20日に東京・浅草公園六区の帝國館で公開された『忘られぬ花』（監督野村浩将、サウンド版）のものがあることから、早くとも同年後半、あるいはそれ以降に閉館している。大正館を若草映画劇場（のちのスカラ劇場、若草町41番地、現在の草洞41番地）の前身であり、大正館の敷地に若草映画劇場を建設した、とする資料が存在するが、所在地が異なる。『映画年鑑 昭和十七年版』には、同館についての記述はなく、若草映画劇場改め東宝若草劇場についての記述はある。現在、跡地には商店が立ち並んでいる。

## ギャラリー

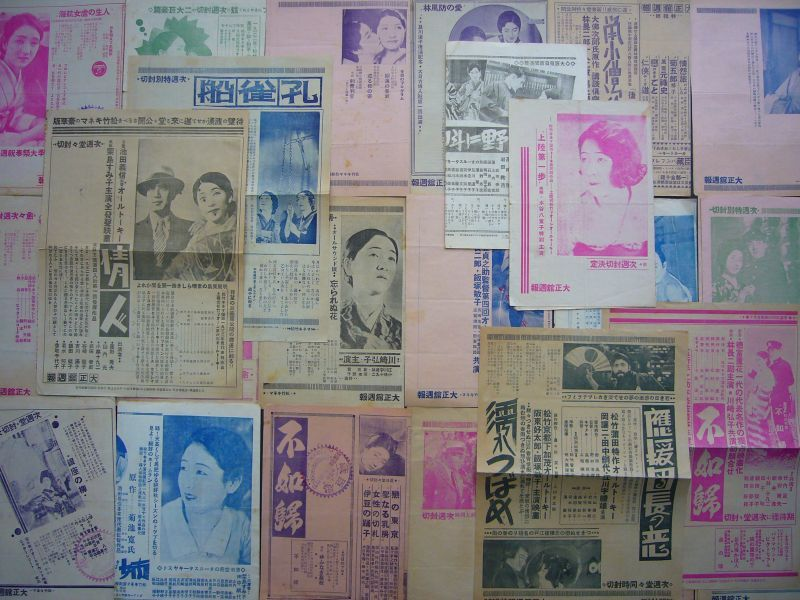
『大正館週報』（京城府櫻井町、1932年-1933年）